# Konkordienkirche (Wernigerode)

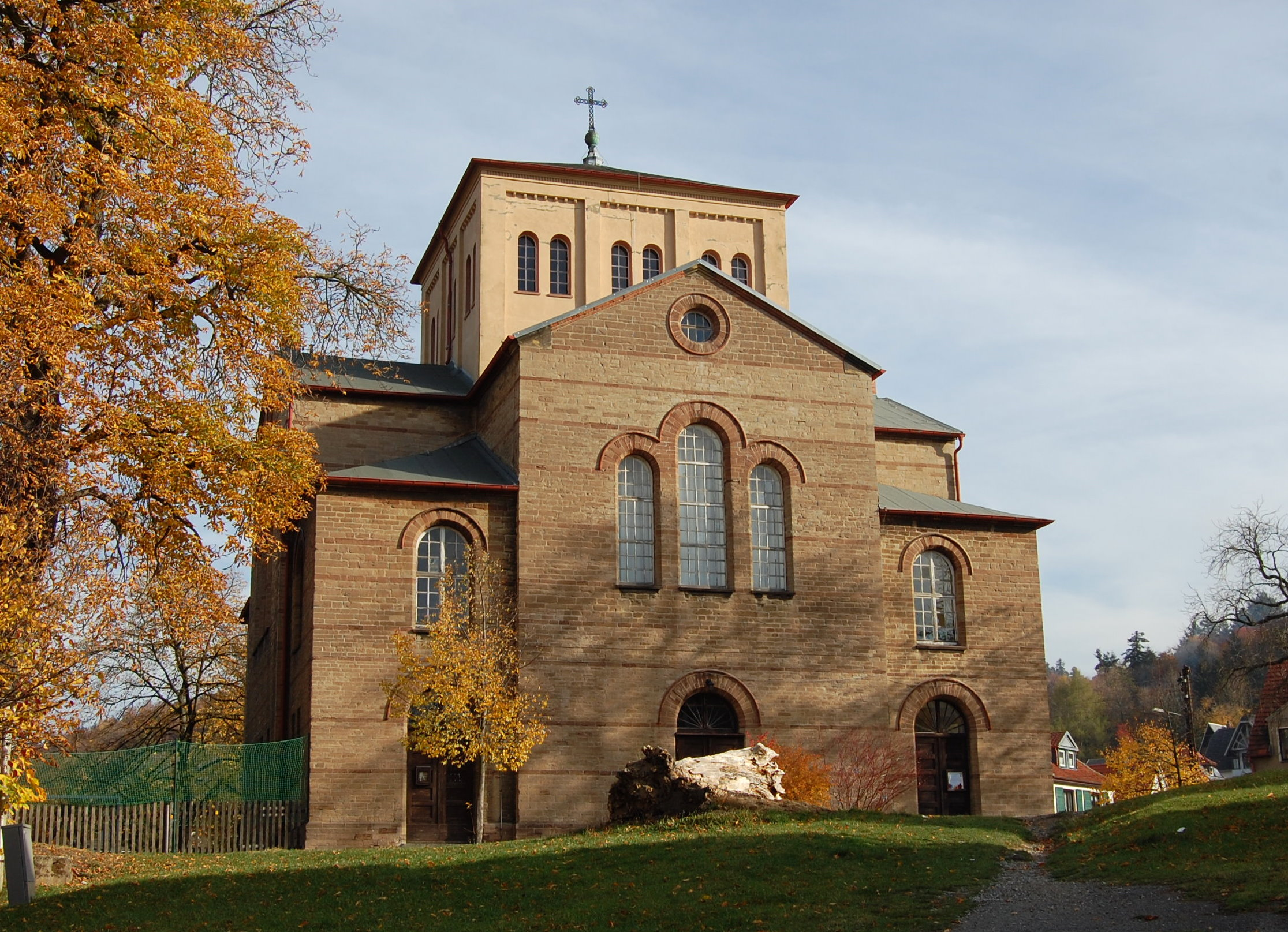
Konkordienkirche

Die Konkordienkirche ist eine ehemalige Kirche im zur Stadt Wernigerode in Sachsen-Anhalt gehörenden Stadtteil Hasserode. Der Name bezieht sich auf die 1577 verfasste Konkordienformel.
Das Kirchengebäude in der Straße Langer Stieg wird seit 1937 von der evangelischen Gemeinde der benachbarten Christuskirche als Kindergarten genutzt.
Die Kirche entstand 1847 nach Plänen Friedrich August Stülers. Ideenskizzen für den Bau stammten auch von Friedrich Wilhelm IV. Über den in Kreuzform angelegten Baukörper erhebt sich mittig ein Vierungsturm. Im Gebäude bestand ein hoher Mittelraum mit quadratischem Grundriss, der von über Arkaden befindlichen Emporen umgeben war. Durch zwischenzeitlich eingefügte Zwischendecken wurde das Gebäudeinnere jedoch stark verändert.